# Tails and the Music Maker
Tails and the Music Maker (яп. テイルスと音楽メーカー Тэйрусу То Онгаку Мэка, с англ. — «Тейлз и создатель музыки») — вторая и последняя видеоигра серии Sonic the Hedgehog для игровой платформы Sega Pico. Игра была разработана Novotrade (теперь известной как Appaloosa Interactive), и в сентябре 1994 года выпущена Sega в Северной Америке, но под конец 1995 года также вышла в Японии и Европе.
Как и большинство игр для Sega Pico, Tails and the Music Maker предназначена для детей, и разделена на пять мини-игр. Её цель заключается в том, чтобы с помощью главного героя игры — лисёнка Тейлза, — дать игрокам знания о темпе, ритме и инструментах.
Tails and the Music Maker сильно отличается от других частей серии, как в игровом, так и визуальном плане. Проект получил неоднозначные отзывы от игровой прессы. Несмотря на необычный стиль геймплея, обозреватели критиковали графику и представленные мини-игры.

## Игровой процесс
Tails and the Music Maker представляет собой обучающую игру с различными представленными мини-играми (называемые страницами). С помощью «Magic Pen» или кнопок игроки могут управлять лисом Тейлзом. При помощи стилуса необходимо нажимать на различные точки на каждой странице, тем самым активируя мини-игры. В Tails and the Music Maker нет никакой определённой цели, игроки могут играть до тех пор, пока им не наскучит.
Ниже перечислен список мини-игр, каждый из которых выходил на отдельных картриджах.
- Страница 1. Представляет собой «Green Hill Zone» из игры Sonic the Hedgehog и включает в себя две мини-игры[4]. Первая похожа на платформер: игрок должен провести Тейлза через три уровня. Можно заставить лисёнка стоять, красться на цыпочках, бежать и прыгать. При каждом движении лисёнка используется одно из классических музыкальных произведений: «Canon in D» Иоганна Пахельбеля, «Scherzo» из «Midsummer Night’s Dream» Феликса Мендельсона и «Rondo Alla Turca» из «Sonata in A» Вольфганга Амадея Моцарта[2]. Вторая игра — аналог «музыкальных стульев». Тейлз, вместе с лягушками, должен прыгать с одного листа кувшинок на другой. Цвета листов также изменяются; когда музыка останавливается, лист красного цвета тонет.
- Страница 2. Первая игра — пинбол музыкальной тематики, с Тейлзом вместо мяча[5]. Амортизаторы имеют форму различных музыкальных инструментов, и при ударе издают те же звуки, какие воспроизводят инструменты, которые они представляют. Чтобы перейти на следующий уровень, игрок должен коснуться колокола, расположенному в верхней части доски. Во второй игре необходимо обвести девять скачущих музыкальных нот, после чего игрок услышит гамму[5].
- Страница 3. Включает в себя одну игру — аналог Breakout. Игрок должен с помощью ракетки Тейлзом разрушить стену, состоящую из музыкальных брусков[6].
- Страница 4. В одной из мини-игр игроку требуется прослушать звучание нескольких музыкальных инструментов[7]. После этого инструменты перемешиваются, и игроку нужно ассоциировать каждую музыкальную тему с правильным инструментом. В другой игре необходимо выбрать одну из 12 песен, а затем, с помощью подсказок сыграть их. Эти 12 мелодий включают в себя: «Twinkle Twinkle Little Star», «Farmer in the Dell», «Jingle Bells», «Cat and the Fiddle», «Mary Had a Little Lamb», «Three Blind Mice», «Pop Goes the Weasel», «Billy Boy», «Bicycle Built for Two», «Eensie Weensie Spider», «Hickory Dickory Dock», и «Row Row Row Your Boat»[8]. Игроку нужно успешно сыграть три из них, чтобы освободить сидящую в клетке птицу[7].
- Страница 5. Включает в себя виртуальное пианино с предыдущей страницы[8], и раскраску с героями игры[9].

## Разработка и выход игры
В разработке Tails and the Music Maker принимала участие компания Novotrade International, до этого не работавшая над созданием каких-либо проектов серии Sonic the Hedgehog. Проект стал вторым во франшизе, выпущенный для игровой приставки Sega Pico (после Sonic Gameworld). Tails and the Music Maker стала также первой игрой серии, главным героем которой является лис Тейлз, а не главный персонаж франшизы Соник. Проект значительно отличался от других игр серии Sonic the Hedgehog, как в игровом, так и в графическом плане, и был направлен, в первую очередь, на детскую аудиторию. Поскольку игра представляла собой проект, обучающий музыке, в неё были включены известные мелодии классических композиторов.
Впервые Tails and the Music Maker была выпущена на территории Северной Америки в сентябре 1994 года. 5 декабря 1995 года состоялся выход игры в Японии, издателем выступила компания Imagineer. В том же году состоялся выпуск в Европе.

## Оценки и мнения
Обозреватель португальского сайта Power Sonic посчитал, что Tails and the Music Maker похожа на игры Mario Party от Nintendo и Wacky Worlds Creativity Studio, только она сильно детализирована. По мнению критика, игра не привлечёт много людей, но она остаётся самой редкой игрой серии Sonic the Hedgehog. Главным недостатком проекта стала устаревшая графика.
На сайте AllGame игра Tails and the Music Maker была оценена в 2,5 звезды из 5.